# Natasha Kanapé Fontaine

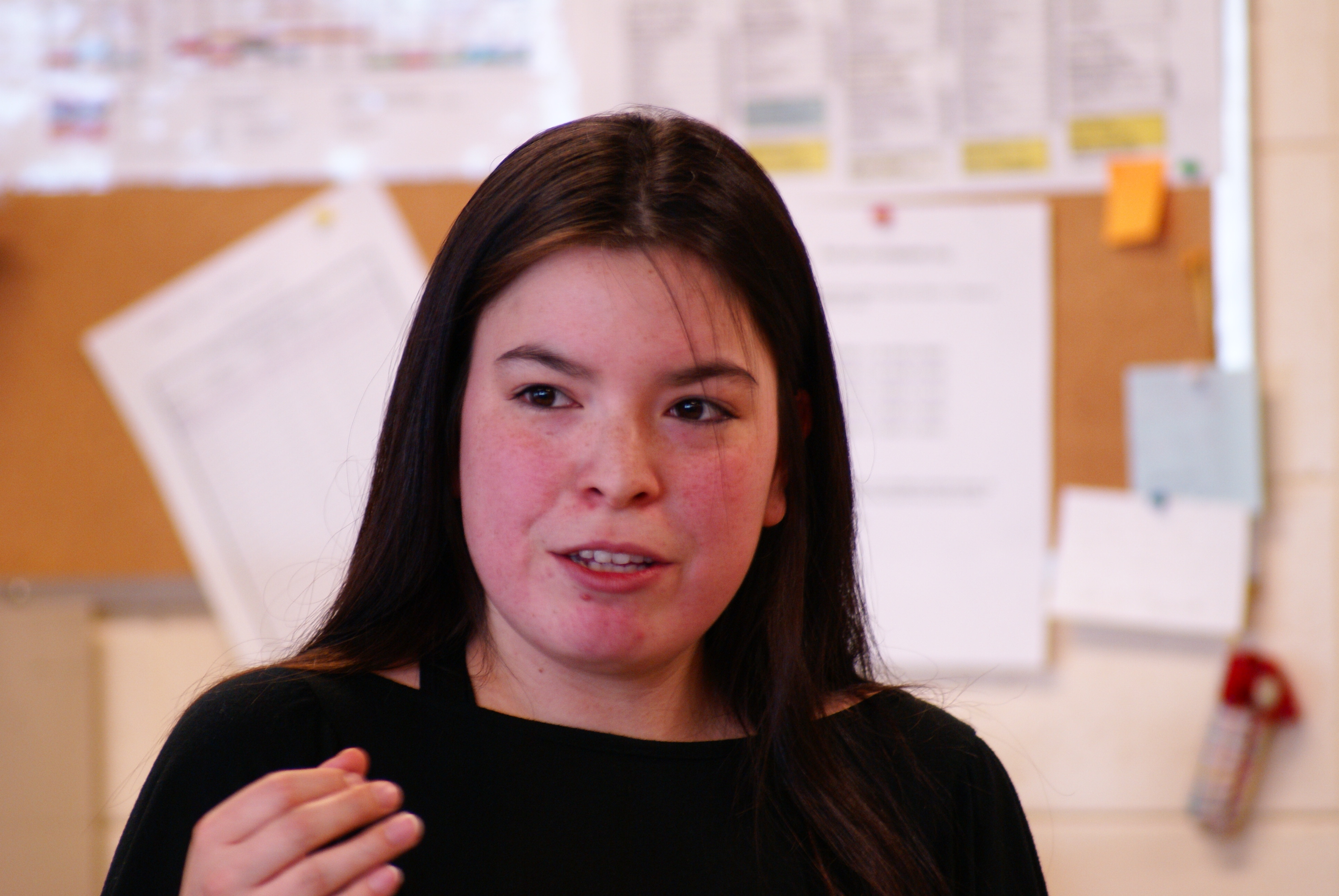
Natasha Kanapé Fontaine (2014)

Natasha Kanapé Fontaine (geboren 1991 in Baie-Comeau, Québec, Kanada) ist eine kanadische Schriftstellerin, Malerin und Schauspielerin. Sie gehört der First Nation der Innu an und schreibt auf Französisch.

## Leben
Natasha Kanapé Fontaine gehört der Innu-Gemeinde von Pessamit (früher Bersimis, Betsiamites) an. Sie verkörperte 2017 in der Fernsehserie Unité 9 die Rolle der Eyota Standing Bear (Eyota Stehende Bärin) und gehörte zu den ersten Innu, die im kanadischen Fernsehen eine Angehörige der First Nations spielten. Sie wirkte auch in einer Reihe von Dokumentarfilmen mit.

## Auszeichnungen
- Prix d’excellence der Gesellschaft der französischsprachigen Schriftsteller Amerikas (für N’entre pas dans mon âme avec tes chaussures.), 2013.

## Werke
Dichtung:
- N’entre pas dans mon âme avec tes chaussures. Montréal 2012.
- Manifeste Assi. Montréal 2014.
- Bleuets et abricots. Montréal 2016.
- Nanimissuat Île-tonnerre. Montréal 2018.

Roman:
- Nauetakuan. Un silence pour un bruit. Montréal 2014.

Essay:
- Je te salue. Conversation sur le racisme. Montréal 2020. (Mit Deni Ellis Béchard)

Übersetzung:
- Leanne Betasamosake Simpson: Cartographie de l’amour décolonial. Montréal 2018. (Mit Arianne Des Rochers)

Kurzgeschichte:
- J’ai brûlé toutes les lettres de mon prénom. In: Michel Jean (Hrsg.): Amun. Laroche-sur-Yon 2019.
  - Amun (deutsch). Wieser, Klagenfurt 2020. ISBN 978-3-99029-386-7.
  - Amun (englisch). Holstein Ontario 2020.

## Filmographie (Auswahl)
Schauspielerin (TV):
- Unité 9. Folge 12–23; 2017.
- Les Vieux Chums. 2020.
- Encré dans la peau. Folge 5; 2020.

Dokumentation:
- Innu Nikamu. Chanter la résistance. 2017.